# Taraclia (Sadîc), Cantemir
Taraclia este un sat din cadrul comunei Sadîc din raionul Cantemir, Republica Moldova.

## Demografie

### Structura etnică
Structura etnică a localității conform recensământului populației din 2004:
| Grup etnic                    | Populație | % Procentaj |
| ----------------------------- | --------- | ----------- |
| Băștinași declarați Moldoveni | 138       | 60,79%      |
| Găgăuzi                       | 68        | 29,96%      |
| Bulgari                       | 13        | 5,73%       |
| Ucraineni                     | 5         | 2,20%       |
| Ruși                          | 3         | 1,32%       |
| Total                         | 227       |             |